# Fondremand
Fondremand ist eine Gemeinde im französischen Département Haute-Saône in der Region Bourgogne-Franche-Comté.

## Geographie
Fondremand liegt auf einer Höhe von 270 m über dem Meeresspiegel, 19 Kilometer südwestlich von Vesoul und etwa 27 Kilometer nördlich der Stadt Besançon (Luftlinie). Das Dorf erstreckt sich im Süden des Départements, im Hügelland, das sich zwischen dem Saônebecken und dem Flusstal des Ognon erstreckt, im Tal der Romaine.
Die Fläche des 16,43 km² großen Gemeindegebiets umfasst einen Abschnitt der hügeligen Landschaft südöstlich des Saônebeckens. Von Südosten nach Nordwesten wird das Gebiet von einem Taleinschnitt durchquert. Im Dorf entspringt die Romaine, welche für die Entwässerung zur Saône sorgt, während die Talmulden südlich von Fondremand kein oberirdisches Fließgewässer zeigen. 
Das Tal ist in die umgebende Hügellandschaft eingesenkt, die in geologischer Hinsicht aus kalkigen und sandig-mergeligen Schichten der mittleren und oberen Jurazeit besteht. Die Anhöhen sind überwiegend waldbedeckt, größere Flächen mit Acker- und Wiesland gibt es nur in den Muldenlagen. Nach Südwesten reicht der Gemeindeboden über die Höhen von Bois de la Forêt (381 m) und Bois de Verbuzon (360 m) bis in das Quellgebiet der Tounolle, eines rechten Zuflusses des Ognon. Nordöstlich der Talmulde der Romaine erstrecken sich die waldbedeckten Höhen von Mailley mit Bois de la Côte, Les Foulnières und Bois des Rêpes. Mit 437 m wird im Bois de la Côte die höchste Erhebung von Fondremand erreicht. Außer der Romaine gibt es keine oberirdischen Bachläufe, weil das Niederschlagswasser im verkarsteten Untergrund versickert.
Zu Fondremand gehört der Weiler Les Roselières (290 m) im Quellgebiet der Tounolle. Nachbargemeinden von Fondremand sind Maizières und Mailley-et-Chazelot im Norden, Hyet im Osten, Trésilley, Montarlot-lès-Rioz und Cordonnet im Süden sowie Villers-Bouton und Recologne-lès-Rioz im Westen.

## Geschichte
Überreste eines gallorömischen Verkehrsweges und ein Gräberfeld aus der Merowingerzeit (6. Jahrhundert) weisen auf eine frühe Besiedlung des Gemeindegebietes hin. Die Siedlung Fondremand entstand vermutlich im 11. Jahrhundert. Sie entwickelte sich rasch zu einem Kirchort und befestigten Burgflecken. Im Mittelalter gehörte das Dorf zur Freigrafschaft Burgund und darin zum Gebiet des Bailliage d’Amont. Im Jahr 1385 kam Fondremand in den Besitz der Herren von Neuchâtel und bildete für lange Zeit den Mittelpunkt einer Baronie. Im 17. Jahrhundert wurde das Dorf mehrfach durch Kriege und Pestepidemien in Mitleidenschaft gezogen. Zusammen mit der Franche-Comté gelangte das Dorf mit dem Frieden von Nimwegen 1678 definitiv an Frankreich. Heute ist Fondremand Mitglied des 33 Ortschaften umfassenden Gemeindeverbandes Communauté de communes du Pays Riolais.

## Sehenswürdigkeiten

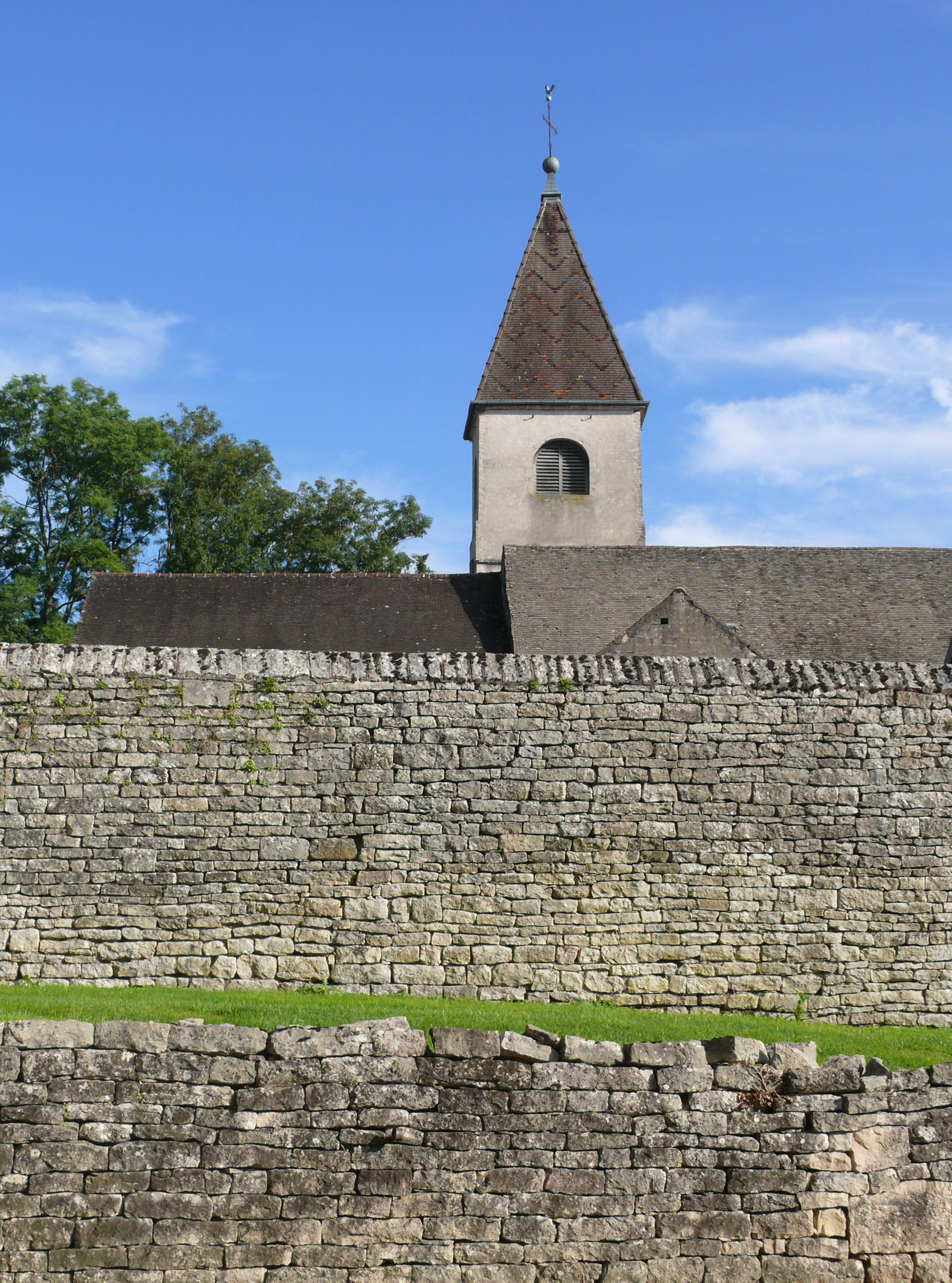
Kirche Nativité-de-Notre-Dame

Fondremand hat sein Ortsbild im Stil eines charakteristischen Dorfes der Franche-Comté bewahrt und ist mit dem Label „Petite Cité Comtoise de Caractère“ ausgezeichnet. Zahlreiche Bürgerhäuser stammen aus dem 15. bis 18. Jahrhundert und sind mit Türmchen, Treppentürmen, Wappenschildern und reich verziertem Mauerwerk ausgestattet, darunter das Hôtel Maublanc (spätes 14. Jahrhundert, 1912 restauriert) im spätgotischen Stil und das Maison Naudon im Stil der Renaissance.
Zu den ältesten, nur wenig veränderten Kirchenbauten der Haute-Saône zählt die Kirche von Fondremand, die in der Zeit vom 11. bis zum 13. Jahrhundert erbaut wurde. Während der Turm im romanischen Stil gehalten ist, vereinigen sich im Schiff romanische und gotische Stilelemente. Zur reichen Ausstattung gehören Mobiliar aus dem 17. und 18. Jahrhundert sowie zahlreiche Statuen (16. bis 18. Jahrhundert).
Auch das Schloss geht ursprünglich auf einen Bau des 12. Jahrhunderts zurück. Aus dieser Zeit ist der mächtige romanische Donjon erhalten, der ein Museum über die lokale Geschichte beherbergt. Die weiteren Schlossgebäude stammen aus dem 16. bis 18. Jahrhundert. Der Donjon überragt die gefasste Quelle der Romaine. Das runde Becken diente ursprünglich als Viehtränke und Waschbecken. Es wurde 1831 mit einem Pavillon im neoklassizistischen Stil versehen. Zu den weiteren Sehenswürdigkeiten zählt eine ehemalige Ölmühle.

## Bevölkerung
| Jahr                       | 1962 | 1968 | 1975 | 1982 | 1990 | 1999 |
| Einwohner                  | 138  | 129  | 132  | 135  | 153  | 161  |
| Quellen: Cassini und INSEE |      |      |      |      |      |      |

Mit 199 Einwohnern (1. Januar 2022) gehört Fondremand zu den kleinen Gemeinden des Département Haute-Saône. Nachdem die Einwohnerzahl in der ersten Hälfte des 20. Jahrhunderts deutlich abgenommen hatte (1881 wurden noch 371 Personen gezählt), wurde seit Beginn der 1980er Jahre wieder ein kontinuierliches Bevölkerungswachstum verzeichnet.

## Wirtschaft und Infrastruktur
Fondremand war bis weit ins 20. Jahrhundert hinein ein vorwiegend durch die Landwirtschaft (Ackerbau, Obstbau und Viehzucht), die Forstwirtschaft sowie durch Handel und Gewerbe geprägtes Dorf. Heute gibt es verschiedene Betriebe des lokalen Kleingewerbes. Auch das Gastgewerbe und touristische Einrichtungen tragen zum Einkommen der Dorfbevölkerung bei. In den letzten Jahrzehnten hat sich das Dorf zu einer Wohngemeinde gewandelt. Viele Erwerbstätige sind deshalb Wegpendler, die in den größeren Ortschaften der Umgebung ihrer Arbeit nachgehen. Alljährlich im Juli werden die Journées Artisanales et Artistiques durchgeführt.
Die Ortschaft liegt abseits der größeren Durchgangsachsen an einer Departementsstraße, die von Grandvelle nach Rioz führt. Weitere Straßenverbindungen bestehen mit Recologne-lès-Rioz, Oiselay-et-Grachaux und Hyet.